# Shannon Woodward
Shannon Marie Woodward, née le 17 décembre 1984  à Phoenix (aux États-Unis), est une actrice américaine.

## Biographie
Shannon Woodward nait à Phoenix, dans l'Arizona. Elle a un frère cadet nommé Sean. Elle est surtout connue pour son rôle de Sabrina Collins dans la série télévisée Raising Hope. 
C'est en 2005 qu'on la voit pour la première fois au cinéma.  Elle apparaît dans The Quiet, et dans Garde rapprochée où elle incarne la fille du ranger Roland Sharp, incarné par Tommy Lee Jones.
Shannon incarne le personnage de "Elsie Hughes" dans la nouvelle série de HBO, Westworld.
Elle a été en couple avec l'acteur David Gallagher en 2004, puis avec l'acteur Andrew Garfield de 2008 à 2011. C'est également la meilleure amie de la chanteuse Katy Perry.

## Filmographie

### Cinéma
- 2005 : The Quiet, de Jamie Babbit : Fiona
- 2005 : Garde rapprochée (Man of the House), de Stephen Herek : Emma Sharp
- 2007 : The Comebacks, de Tom Brady : Emilie
- 2007 : Sunny  and share love you : une fille dans la rue
- 2008 : La Malédiction de Molly Hartley (The Haunting of Molly Hartley), de Mickey Lidell : Leah
- 2009 : The shortcut de Nicholaus Goosen: Lisa
- 2010 : Girlfriend de Justin Lerner : Candy
- 2012 : Katy Perry: Part Of Me : Elle-même
- 2012 : Adult World de Scott Coffey: Candace
- 2014 : You Me & Her de Marc Bennett: Anna
- 2014 : The BreakUp Girl de Stacy Sherman:  Claire Baker
- 2014 : Search Party de Scot Armstrong (en) : Tracy
- 2017 : Mon Ex beau-père et moi (All Nighter) de Gavin Wiesen : Lois
- 2019 : Ode to Joy

### Télévision
- 2001 : Preuve à l'appui (Crossing Jordan) : Lucy (1 épisode)
- 2001 : Malcolm (Malcolm in the Middle) : Tammy (1 épisode)
- 2001 - 2002 : Parents à tout prix (Grounded for Life) : Kristina
- 2003 : FBI : Portés disparus (Without a Trace) : Vicki Johnson (1 épisode)
- 2003 : Boston Public : Allison/Marianne Karr (2 épisodes)
- 2004 : NIH : Alertes médicales (Medical Investigation) : Danielle Johnson (1 épisode)
- 2005 : Les Quintuplés (Quintuplets) : Bailey (1 épisode)
- 2006 : Cold Case : Affaires classées (Cold Case) : Raquel Montero (1994) (1 épisode)
- 2007 : Psych : Enquêteur malgré lui (Psych) : Alice Bundy (2 épisodes)
- 2007 : New York, unité spéciale (Law & Order: Special Victims Unit) : Cecilia Strayer (saison 9, épisode 6)
- 2007 - 2008 : The Riches : Dehliah « DiDi » Malloy
- 2009 : Esprits criminels (Criminal Minds) : Linda (1 épisode)
- 2009 : Urgences (Emergency Room) : Kelly Taggart (3 épisodes)
- 2010 - 2014 : Raising Hope : Sabrina Collins
- 2016  : Westworld (série) : Elsie Hughes

### Jeux vidéo
- 2020 : The Last of Us Part II : Dina (capture de mouvement, voix originale) [1].